# جون يورغن شوارتز
جون يورغن شوارتز (بالنرويجية البوكمول: Johan Jørgen Schwartz)‏ هو شخصية أعمال وسياسي نرويجي، ولد في 19 فبراير 1824 في درامن في النرويج، وتوفي بنفس المكان في 1898. انتخب عمدة وانتخب عضو برلمان النرويج ‏.